# Gruppo Sportivo Fascio Giovanni Grion 1934-1935
Questa voce raccoglie le informazioni riguardanti il Gruppo Sportivo Fascio Giovanni Grion nelle competizioni ufficiali della stagione 1934-1935.

## Stagione
La stagione 1934-1935 fu la terza e l'ultima stagione in Serie B per il Grion, inserito nel girone B (in cui erano state inserite le squadre della parte orientale dell'Italia), a 16 squadre. Per far tornare il campionato cadetto al girone unico, si sarebbero salvate solo le prime otto classificate di ognuno dei gironi. I nerostellati persero le prime cinque partite precipitando all'ultimo posto in classifica. Alla sesta giornata interruppe la serie negativa battendo per 2-0 il Foggia e conquistando i primi punti in classifica ma nelle giornate successive la squadra perse numerose partite confermandosi il "fanalino" del girone.
All'inizio del 1935 la squadra si riprese parzialmente vincendo due partite consecutive ma poi arrivarono la sconfitta sul campo del Bari e i gravi incidenti nella partita contro la Pistoiese. Il 27 gennaio 1935, alla penultima giornata del girone di andata, il Grion si stava imponendo per 2-1 sulla Pistoiese quando a pochi minuti dalla fine l'arbitro concesse in maniera discutibile una rete alla squadra toscana, provocando le proteste dei giocatori del Grion per i quali la palla non aveva oltrepassato la linea di porta. Diversi tifosi del Grion, inferociti, invasero il campo e aggredirono l'arbitro. La partita fu interrotta e il DDS assegnò la sconfitta a tavolino al Grion, multandolo di mille lire, squalificandone il campo per tre giornate e "sospendendo a tempo indeterminato" cinque suoi giocatori titolari (segnatamente Vatta, Monti, Tomich, Brenco e Cidri), ritenuti rei di aver minacciato e aggredito l'arbitro negli istanti precedenti all'invasione di campo.
In seguito alle gravissime sanzioni federali, la dirigenza del Grion decise di ritirarlo dal campionato. La Federazione, preso atto del ritiro del Grion, ne annullò tutte le partite (non avendo il club terminato il girone di andata) e lo radiò, svincolandone i giocatori. Tuttavia, in seguito al ricorso del club istriano e a una scrupolosa indagine, il 31 luglio 1935 la FIGC stabilì di graziare il Grion, revocandone la radiazione e ammettendolo al campionato di Serie C.

## Divise
| Prima divisa |

## Rosa
| N. |                   | Ruolo | Calciatore                    |
| -- | ----------------- | ----- | ----------------------------- |
|    | Italia (bandiera) | A     | Antonio Bacin                 |
|    | Italia (bandiera) | A     | Mario Bonivento               |
|    | Italia (bandiera) | A     | Gino Brenco                   |
|    | Italia (bandiera) | A     | Giovanni Buich (Bucci)        |
|    | Italia (bandiera) | C     | Francesco Cerdonio            |
|    | Italia (bandiera) | C     | Giorgio Cidri                 |
|    | Italia (bandiera) | P     | Giacomo Crismanich (Crismani) |
|    | Italia (bandiera) | A     | Nicolò Curto                  |
|    | Italia (bandiera) | D     | Lodovico De Luca              |

| N. |                   | Ruolo | Calciatore             |
| -- | ----------------- | ----- | ---------------------- |
|    | Italia (bandiera) | A     | Giovanni Luciani       |
|    | Italia (bandiera) | A     | Silvio Marini          |
|    | Italia (bandiera) | A     | Massimiliano Olivieri  |
|    | Italia (bandiera) | A     | Bruno Persich (Persi)  |
|    | Italia (bandiera) | A     | Giovanni Polonio       |
|    | Italia (bandiera) | D     | Rodolfo Tomich (Tomi)  |
|    | Italia (bandiera) | D     | Armando Vatta (I)      |
|    | Italia (bandiera) | C     | Mario Verk (Monti) (I) |
|    | Italia (bandiera) | C     | Antenore Zannantoni    |

Fra parentesi il cognome italianizzato imposto al giocatore e riportato dalla stampa sportiva nazionale e locale.

## Risultati

### Serie B

#### Girone B

##### Girone di andata
| Arbitro: | Bertani (Milano) |

|           |           |                               |
| Curto 47’ | Marcatori | 34’ Frossi 37’, 66’ D'Odorico |

| Cremona 7 ottobre 1934 2ª giornata | Cremonese | 4 – 1 | Grion Pola |  |

| Arbitro: | Saracini (Ancona) |

|  |           |            |
|  | Marcatori | 23’ Sanero |

| Como 21 ottobre 1934 4ª giornata | Comense | 2 – 1 | Grion Pola | Stadio Giuseppe Sinigaglia |

| Arbitro: | Collina (Savona) |

|                                                   |           |                       |
| Vatta 2’ (aut.) Bellini 3’, 71’ (rig.) Varoli 37’ | Marcatori | 80’ Buich 89’ Luciani |

| Arbitro: | De Jurco (Trieste) |

|                         |           |  |
| Buich 75’ Bonivento 80’ | Marcatori |  |

| Verona 25 novembre 1934 7ª giornata | Verona | 3 – 0 | Grion Pola | Stadio Comunale di via Bentegodi |

| Arbitro: | Tiberio (Gorizia) |

|            |           |             |
| Brenco 43’ | Marcatori | 49’ Spinato |

| Catanzaro 16 dicembre 1934 9ª giornata | Catanzarese | 4 – 1 | Grion Pola | Stadio Militare |

| Perugia 23 dicembre 1934 10ª giornata | Perugia | 3 – 0 | Grion Pola | Campo di Piazza d'armi |

| Arbitro: | Beraldi (Oneglia) |

|             |           |  |
| Luciani 28’ | Marcatori |  |

| Arbitro: | Bettucchi (Bologna) |

|             |           |  |
| Luciani 31’ | Marcatori |  |

| Bari 20 gennaio 1935 13ª giornata | Bari | 2 – 0 | Grion Pola | Stadio della Vittoria |

| Pola 27 gennaio 1935 14ª giornata | Grion Pola       | 0 – 2 A tav. referto | Pistoiese | Stadio del Littorio di Pola\| Arbitro: \| Collina (Savona) \| |
| Arbitro:                          | Collina (Savona) |                      |           |                                                               |

| 3 febbraio 1935 15ª giornata | Grion Pola | – n.d. | Venezia |  |

##### Girone di ritorno
| 10 febbraio 1935 16ª giornata | Padova | – n.d. | Grion Pola |  |

| 24 febbraio 1935 17ª giornata | Grion Pola | – n.d. | Cremonese |  |

| 3 marzo 1935 18ª giornata | Atalanta | – n.d. | Grion Pola |  |

| 10 marzo 1935 19ª giornata | Grion Pola | – n.d. | Comense |  |

| 17 marzo 1935 20ª giornata | Grion Pola | – n.d. | SPAL |  |

| 31 marzo 1935 21ª giornata | Foggia | – n.d. | Grion Pola |  |

| 7 aprile 1935 22ª giornata | Grion Pola | – n.d. | Verona |  |

| 14 aprile 1935 23ª giornata | Vicenza | – n.d. | Grion Pola |  |

| 21 aprile 1935 24ª giornata | Grion Pola | – n.d. | Catanzarese |  |

| 28 aprile 1935 25ª giornata | Grion Pola | – n.d. | Perugia |  |

| 5 maggio 1935 26ª giornata | Modena | – n.d. | Grion Pola |  |

| 12 maggio 1935 27ª giornata | Aquila | – n.d. | Grion Pola |  |

| 19 maggio 1935 28ª giornata | Grion Pola | – n.d. | Bari |  |

| 26 maggio 1935 29ª giornata | Pistoiese | – n.d. | Grion Pola |  |

| 2 giugno 1935 30ª giornata | Venezia | – n.d. | Grion Pola |  |

## Statistiche

### Statistiche dei giocatori
| Giocatore                | Serie B  | Serie B |
| Giocatore                | Presenze | Reti    |
| ------------------------ | -------- | ------- |
| A. Bacin                 | 2        | 1       |
| M. Bonivento             | 12       | 2       |
| G. Brenco                | 14       | 1       |
| G. Buich (Bucci)         | 8        | 1       |
| F. Cerdonio              | 5        | 0       |
| G. Cidri                 | 4        | 0       |
| G. Crismanich (Crismani) | 14       | -27     |
| N. Curto                 | 13       | 1       |
| L. De Luca               | 3        | 0       |
| G. Luciani               | 14       | 4       |
| S. Marini                | 5        | 0       |
| M. Olivieri              | 1        | 0       |
| B. Persich (Persi)       | 3        | 0       |
| G. Polonio               | 8        | 1       |
| R. Tomich (Tomi)         | 14       | 0       |
| A. Vatta (I)             | 14       | 0       |
| M. Verk (Monti)          | 13       | 0       |
| A. Zannantoni            | 4        | 0       |